# Akwadukt Van Harinxmakanaal
Akwadukt Van Harinxmakanaal is een aquaduct aan de oostzijde van de stad Harlingen in Nederlandse provincie Friesland.
Het aquaduct in de Waadseewei (N31) is op 7 november 2017 opengesteld. Over het aquaduct loopt het Van Harinxmakanaal. Na ingebruikneming van het aquaduct is de Koningsbrug gerenoveerd.
Er zijn in totaal vier aquaducten onder het Van Harinxmakanaal aangelegd.
Galamadammen · Geeuw · Hendrik Bulthuis ·  Houkesloot · Ie · Jeltesloot · Langdeel · Leppa · Margaretha Zelle · M.C. Escher · Mid-Fryslân · Prinses Margriet · Richard Hageman · Van Harinxmakanaal (Harlingen)